# 臺灣后夜蛾
臺灣后夜蛾（学名：Trisuloides taiwana）为隆蛾科后夜蛾屬下的一个种。